# Cathédrale de la Sainte-Trinité de Chicago
Cette  cathédrale ne doit pas être confondue avec une autre cathédrale de Chicago.
 D’autres cathédrales portent le nom de cathédrale de la Sainte-Trinité.
La cathédrale de la Sainte-Trinité (en anglais : Holy Trinity Cathedral) est une cathédrale orthodoxe du diocèse du Midwest (en) de l'Église orthodoxe en Amérique située dans le secteur de West Town à Chicago (Illinois, aux États-Unis). C'est l'une des deux seules églises conçues par Louis Sullivan, l'un des architectes les plus influents du XXe siècle aux États-Unis.
Elle est inscrite sur la liste du Registre national des lieux historiques des États-Unis (National Register of Historic Places) et a été désignée comme Chicago Landmark par la Commission on Chicago Landmarks de la ville de Chicago.

## Histoire

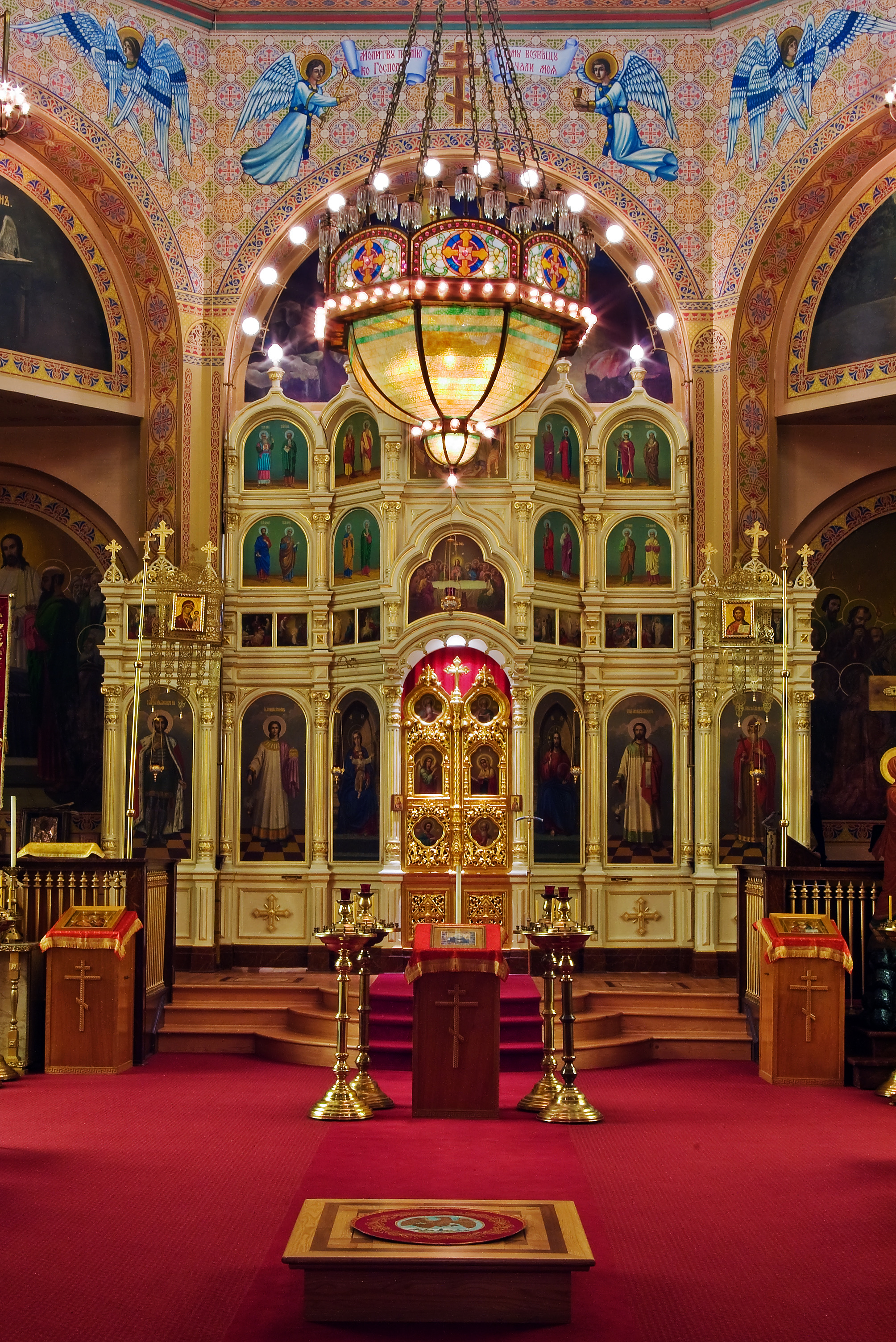
Intérieur de la cathédrale.

L'église a été érigée pour la communauté russe de Chicago et se situe sur Russia Street dans le quartier de ce qui est aujourd'hui connu comme Ukrainian Village (secteur de West Town). Elle demeure l'une des deux seules églises orthodoxes au service de la communauté du Village ukrainien de Chicago.
Les travaux de construction, financés en partie par l'empereur Nicolas II de Russie, ont duré de 1899 à 1903. L'église conserve de nombreuses caractéristiques de l'architecture russe, y compris une coupole octogonale et un clocher frontal.
Les émigrés avaient voulu que l'église fût, de par son aspect architectural, « un petit bout de vieux continent à Chicago ». En fait, l'église aurait pu passer inaperçue en Russie si elle n'avait pas hérité de la sensibilité moderne de Louis Sullivan. L'intérieur de la cathédrale a été inspiré de la cathédrale Saint-Vladimir de Kiev.
L'église est mise en évidence dans de nombreux livres sur l'architecture de l'Église, dont Chicago Churches: A Photographic Essay par Elizabeth Johnson ainsi que The Spiritual Traveler's Guide to Chicago and Illinois par Marilyn Chiat.  L'église a été consacrée par saint Tikhon de Moscou et se trouvait les premières années sous la direction spirituelle de saint Jean de Chicago (Kotchourov).
L'église a été élevée au rang de cathédrale en 1923, et est aujourd'hui fière de servir la communauté orthodoxe de Chicago.